# Rahela

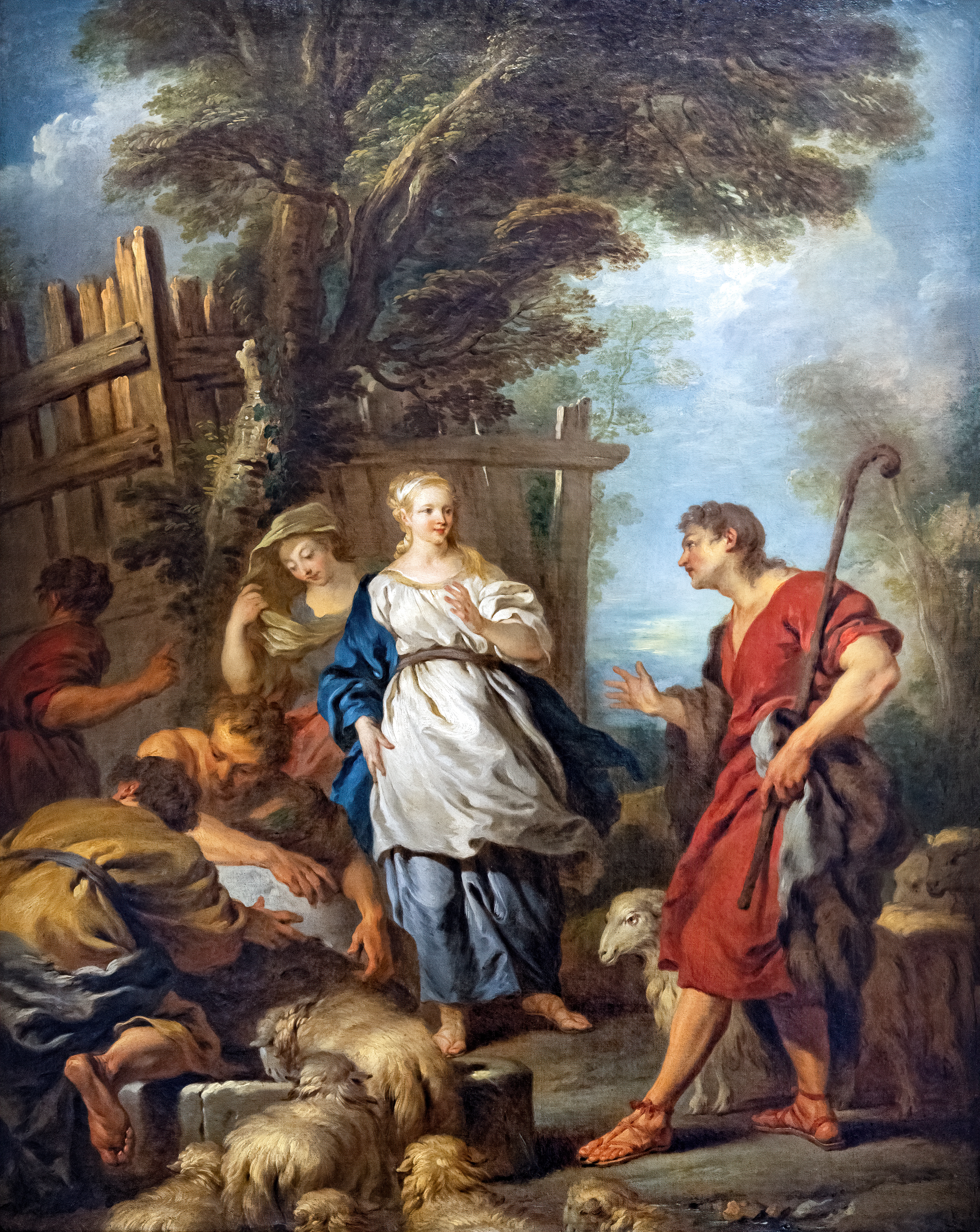
Iacob o întâlnește pe Rahel, pictură de fr (1720)

Rahel (în ebraică רָחֵל, transliterat: Rahel, „mioară”), în limba română Rahela sau Rahila, este un personaj din Biblie, femeia de care s-a îndrăgostit Iacob. Rahel fiind fiica cea mică a lui Laban, acesta a avut interesul de a o mărita mai întâi pe Lea, fiica mai mare. Pentru a-și realiza planul, Laban i-a promis-o lui Iacob pe Rahel, însă cu ocazia nunții a deghizat-o pe Lea în locul surorii ei, Rahel.

## Povestire biblică
În capitolul 29 din Cartea Genezei este descris cum Iacob a văzut-o prima dată pe Rahela cât timp ea păzește oile tatălui său, Laban. Rahela ajunge soția lui Iacob, care trebuie să slujească socrului său 7 ani pentru Lea și 7 ani pentru Rahel. 
Timp de mulți ani Rahel nu a rămas însărcinată, cea ce reprezenta o mare nenorocire, în schimb Lea, Bilha și Zilpa i-au născut copii lui Iacob. După mai mulți ani a născut și ea pe Iosif și pe Beniamin. Toate cele patru femei sunt socotite ca mame ale semințiilor lui Israel.

### Mormântul Rahelei
După Biblie mormântul se află pe drumul ce duce la "Efrat, adică Betleem" (Facerea 35, 19-20). Unii arheologi și istorici evrei și creștini presupun că acolo este înmormântat și fiul ei, Iosif.